# متیو هاپ
متیو هاپ (انگلیسی: Matthew Hoppe؛ زادهٔ ۱۳ مارس ۲۰۰۱) بازیکن فوتبال اهل ایالات متحده آمریکا است که در پست مهاجم برای باشگاه هیبرنین در چمپیونشیپ به صورت قرضی از میدلزبرو بازی می‌کند،
وی همچنین در تیم ملی فوتبال ایالات متحده آمریکا بازی کرده‌است.